# أعكب باهامي
الأعكب الباهامي (الاسم العلمي:Ctenus bahamensis) هو نوع من العنكبوتيات يتبع جنس الأعكب من فصيلة العناكب المتجولة.